# HD 76700 b
HD 76700 b é um planeta extrassolar que orbita a estrela anã amarela HD 76700, situada na constelação de Volans a aproximadamente 197 anos-luz (60 parsecs) da Terra. Sua descoberta foi feita em 2002 pelo método da velocidade radial e publicada em 2003. Era um dos planeta menos massivos conhecidos na época.
HD 76700 b é um Júpiter quente com uma massa mínima de 0,233 vezes a massa de Júpiter (um pouco menor que a massa de Saturno). Como sua inclinação é desconhecida, a massa verdadeira não pode ser determinada. O planeta orbita a estrela numa órbita curta, a uma distância média de 0,0511 UA (5% da distância da Terra ao Sol), completando uma revolução em cerca de quatro dias.